# 科琳·馬西亞
科琳·馬西亞（英語：Corinne Massiah；2003年3月13日—），出生於美國洛杉磯，目前就讀於南加州大學，並於火速救援最前線擔任主要客串演員。

## 生涯

### 幼年時期
於2003年出生於大洛杉磯地區，與家人居住。她比她的異卵雙胞胎妹妹小一分鐘。8歲時，科琳就表達了娛樂的願望，她還喜歡打排球，從6歲起就開始打排球。

### 成名前
她曾出演《特種部隊2：正面對決》、《CSI犯罪現場：紐約》、《重返犯罪現場》，並在《獵豔情人》中客串了四年。在《Pitch》中扮演年輕的金妮（Young Ginny），以及在《秘密與謊言》中反复飾演年輕的阿曼達（Young Amanda）。科琳還拍攝了幾部全國性的廣告。

## 戲劇作品

### 電影
| 年份          | 名稱                             | 演員、角色               | 性質          | 備註 |
| ------------- | -------------------------------- | ------------------------ | ------------- | ---- |
| 2006年        | 《Pitch》                        | N/A                      | N/A           |      |
| 2012年        | 《CSI犯罪現場：紐約》            | N/A                      | N/A           |      |
| 2013年        | 《特種部隊2：正面對決》          | N/A                      | N/A           |      |
| 2013年        | 《獵豔情人》                     | N/A                      | N/A           |      |
| 2013年        | 《重返犯罪現場》                 | N/A                      | N/A           |      |
| 2015年        | 《秘密與謊言(Secrets and Lies)》 | N/A                      | N/A           |      |
| 2018年 2022年 | 《火速救援最前線》               | 女兒 9-1-1報案中心接線員 | 第一季 第四季 |      |

## 外部連結
- 科琳·馬西亞的Instagram帳戶